# باتمان:لغز المرأة الوطواط
باتمان: لغز المرأة الوطواط(بالإنجليزية: Batman Mystery of the Batwoman)، هو فيلم رسوم متحركة أمريكي مقتبس من سلسلة القصص مصورة باتمان التي تنشر بواسطة دي سي كومكس المسلسل من إنتاج وارنر براذرز أنيميشن من عام 2003.

## الشخصيات
- بروس وين
- ألفريد
- جيمس جوردون
- ذو الوجهين

## روابط خارجية
- باتمان:لغز المرأة الوطواط على موقع IMDb (الإنجليزية)
- باتمان:لغز المرأة الوطواط على موقع روتن توميتوز (الإنجليزية)
- باتمان:لغز المرأة الوطواط على موقع نتفليكس (الإنجليزية)
- باتمان:لغز المرأة الوطواط على موقع قاعدة بيانات الأفلام العربية
- باتمان:لغز المرأة الوطواط على موقع ألو سيني (الفرنسية)
- باتمان:لغز المرأة الوطواط على موقع Turner Classic Movies (الإنجليزية)
- باتمان:لغز المرأة الوطواط على موقع أول موفي (الإنجليزية)
- باتمان:لغز المرأة الوطواط على موقع فيلمافينيتي (الإسبانية)
- باتمان:لغز المرأة الوطواط على موقع قاعدة بيانات الأفلام السويدية (السويدية)
- باتمان:لغز المرأة الوطواط على موقع قاعدة بيانات الفيلم (الإنجليزية)